# Árni Helgason
Árni Helgason (født 27. oktober 1777, død 14. december 1869) var en islandsk præst, lærer og altingsmand, der var kendt for sin store lærdom.
Árni tog studentereksamen fra Hólar lærde skole 1799 og teologisk embedseksamen fra Københavns Universitet 1807. Han var derefter huslærer hos biskoppen i Skálholt og stipendiarius ved den Arnamagnæanske Stiftelse og siden præst i Vatnsfjörður fra 1809. Han var dernæst huslærer på Innra-Hólm hos konferensråd Magnús Stephensen 1809—1811, og blev sognepræst i Reynivöllum í Kjós 1810 og domkirkepræst í Reykjavík 1814. Han blev derefter lærer ved den lærde skole i Bessastadir 1817—1819. I 1825 blev han sognepræst i Görðum á Álftanesi og forblev i embedet indtil han gik på pension i 1858. Árni var provst i Kjalarnes provsti 1821—1856, han var tillige vikarierende biskop 21. september 1823 til 14. maj 1825 og atter 14. juni 1845 til 2. september 1846.

## Offentlige hverv
Árni var en af hovedmændene bag Det Islandske Litteraturselskab (Hins íslenska bókmenntafélags) og formand for dets Reykjavík afdeling 1816—1848. Han var desuden en af stifterne af Det Islandske Bibelselskab i 1816, og redaktør af Sunnanpóstsin 1836 og 1838. Árni var indvalgt i Altinget for Reykjavík kredsen fra 1845 til 1849.

## Hæder
Árni blev udnævnt til titulær stiftsprovst 1828 og titulær biskop i 1858.